# Gran Premio de Checoslovaquia de Motociclismo de 1966
El Gran Premio de Checoslovaquia de Motociclismo de 1966 fue la séptima prueba de la temporada 1966 del Campeonato Mundial de Motociclismo. El Gran Premio se disputó el 24 de julio de 1966 en el Circuito de Brno.

## Resultados 500cc
En la categoría reina, Mike Hailwood solo obtuvo sus primeros puntos en el campeonato. Entre fuertes lluvias, en las que 12 de los 25 pilotos abandonaron, ganó a Giacomo Agostini y a Gyula Marsovszky (Matchless).
| Pos.    | Piloto             | Equipo    | Tiempo       | Pts. |
| ------- | ------------------ | --------- | ------------ | ---- |
| 1       | Mike Hailwood      | Honda     | 1h 16' 05" 3 | 8    |
| 2       | Giacomo Agostini   | MV Agusta | +1' 16" 6    | 6    |
| 3       | Gyula Marsovszky   | Matchless | +1 Vuelta    | 4    |
| 4       | Jack Findlay       | Matchless | +1 Vuelta    | 3    |
| 5       | Jack Ahearn        | Norton    | +1 Vuelta    | 2    |
| 6       | Eric Hinton        | Norton    | +1 Vuelta    | 1    |
| 7       | John Cooper        | Norton    |              |      |
| 8       | Billie Nelson      | Norton    |              |      |
| 9       | Lewis Young        | Norton    |              |      |
| 10      | John Dodds         | Norton    |              |      |
| 11      | Gustav Havel       | Jawa-ČZ   |              |      |
| 12      | Bosse Granath      | Matchless |              |      |
| 13      | Dan Shorey         | Norton    |              |      |
| 14      | Walter Scheimann   | Norton    |              |      |
| 15      | Pentti Lehtelä     | Norton    |              |      |
| 16      | Peter Sheppard     | Norton    |              |      |
| 17      | Roger Beaumont     | Norton    |              |      |
| Ret     | Tauno Nurmi        | Norton    | Ret          |      |
| Ret     | Griff Jenkins      | Norton    | Ret          |      |
| Ret     | György Kurucz      | Norton    | Ret          |      |
| Ret     | Agne Carlsson      | Matchless | Ret          |      |
| Ret     | Fred Stevens       | Paton     | Ret          |      |
| Ret     | Ernst Weiss        | Norton    | Ret          |      |
| Ret     | Stuart Graham      | Matchless | Ret          |      |
| Ret     | Joe Dunphy         | Norton    | Ret          |      |
| Ret     | Derek Lee          | Norton    | Ret          |      |
| Ret     | František Št'astný | Jawa-ČZ   | Ret          |      |
| Ret     | Rudolf Thalhammer  | Norton    | Ret          |      |
| Ret     | Eduard Lenz        | Matchless | Ret          |      |
| Ret     | Karl Hoppe         | Matchless | Ret          |      |
| Fuente: |                    |           |              |      |

## Resultados 350cc
En 350cc, hubo una emocionante batalla entre Mike Hailwood y Giacomo Agostini. Agostini logró tomar la delantera poco tiempo antes del final, pero Hailwood fue el primero en cruzar la meta. El tercer lugar fue para Heinz Rosner con un MZ.
| Pos. | Piloto             | Equipo           | Tiempo    | Pts. |
| ---- | ------------------ | ---------------- | --------- | ---- |
| 1    | Mike Hailwood      | Honda            | 59' 06" 6 | 8    |
| 2    | Giacomo Agostini   | MV Agusta        | +17" 4    | 6    |
| 3    | Heinz Rosner       | MZ               | +4' 59" 4 | 4    |
| 4    | František Št'astný | Jawa             | +5' 02"   | 3    |
| 5    | Renzo Pasolini     | Aermacchi        | +1 Vuelta | 2    |
| 6    | Alberto Pagani     | Aermacchi        |           | 1    |
| 7    | František Boček    | ČZ               |           |      |
| 8    | Rudolf Thalhammer  | S. KEB           |           |      |
| 9    | Gustav Havel       | Jawa             |           |      |
| 10   | Dan Shorey         | Norton           |           |      |
| 11   | Milan Chalupnik    | Jawa             |           |      |
| 12   | Paolo Campanelli   | Aermacchi        |           |      |
| 13   | Miroslav Spak      | Jawa             |           |      |
| 14   | Joe Dunphy         | Norton           |           |      |
| 15   | György Kurucz      | Norton           |           |      |
| 16   | Lewis Young        | Kirby AJS        |           |      |
| Ret  | Bruce Beale        | Honda            | Ret       |      |
| Ret  | Jack Ahearn        | Norton           | Ret       |      |
| Ret  | John Cooper        | Norton           | Ret       |      |
| Ret  | Billie Nelson      | Norton           | Ret       |      |
| Ret  | Frantisek Helikar  | Jawa             | Ret       |      |
| Ret  | Ernst Weiss        | Seeley-Matchless | Ret       |      |

## Resultados 250cc
En el cuarto de litro y a pesar del mal tiempo, Checoslovaquia se convirtió en una fiesta para Honda, que triunfó en todas las clases en solitario. Mike Hailwood obtuvo su séptima victoria en siete carreras de 250cc y su título mundial ya era matemático. Phil Read lo siguió a poco menos de 7 segundos, mientras que Heinz Rosner terminó tercero con la MZ.
| Pos. | Piloto             | Moto      | Tiempo     | Pts. |
| ---- | ------------------ | --------- | ---------- | ---- |
| 1    | Mike Hailwood      | Honda     | 50' 40" 9  | 8    |
| 2    | Phil Read          | Yamaha    | +6" 6      | 6    |
| 3    | Heinz Rosner       | MZ        | +3' 00" 8  | 4    |
| 4    | Mike Duff          | Yamaha    | +5' 37" 7  | 3    |
| 5    | Gyula Marsovszky   | Bultaco   | +5' 55" 4  | 2    |
| 6    | František Št'astný | Jawa      |            | 1    |
| 7    | Ginger Molloy      | Bultaco   |            |      |
| 8    | Jack Findlay       | Bultaco   |            |      |
| 9    | Eric Hinton        | Bultaco   | +1 Vuelta  |      |
| 10   | Günter Beer        | Honda     | +1 Vuelta  |      |
| 11   | Fred Stevens       | Bultaco   | +1 Vuelta  |      |
| 12   | Peter Evans        | Bultaco   | +1 Vuelta  |      |
| 13   | Miroslav Spak      | Jawa      | +1 Vuelta  |      |
| 14   | Hartmut Bischoff   | MZ        | +1 Vuelta  |      |
| 15   | Derek Warren       | Aermacchi | +2 Vueltas |      |
| Ret  | Guiseppe Vincenzi  | Aermacchi | Ret        |      |
| Ret  | Bruce Beale        | Honda     | Ret        |      |
| DNQ  | Hans-Otto Butenuth | BMW       | DNQ        |      |

## Resultados 125cc
La carrera de 125cc fue la única carrera en solitario en la que Mike Hailwood no comenzó y que, por lo tanto, no ganó. Sin embargo, Honda ganó todas las carreras en solitario porque Luigi Taveri fue el primero en cruzar la línea de meta. Ralph Bryans quedó en segundo lugar y Bill Ivy, que había conducido la vuelta más rápida durante la persecución, quedó tercero.
| Pos. | Piloto           | Moto     | Tiempo    | Pts. |
| ---- | ---------------- | -------- | --------- | ---- |
| 1    | Luigi Taveri     | Honda    | 48' 06" 8 | 8    |
| 2    | Ralph Bryans     | Honda    | +20" 9    | 6    |
| 3    | Bill Ivy         | Yamaha   | +1' 01" 5 | 4    |
| 4    | Hugh Anderson    | Suzuki   | +1' 49" 2 | 3    |
| 5    | Frank Perris     | Suzuki   | +2' 41" 6 | 2    |
| 6    | Friedhelm Kohlar | MZ       | +4' 47" 1 | 1    |
| 7    | Joachim Leitert  | MZ       |           |      |
| 8    | László Szabó     | MZ       |           |      |
| 9    | Walter Scheimann | Honda    |           |      |
| 10   | Bohumil Stasa    | MZ       |           |      |
| 11   | Roland Rentzsch  | MZ       |           |      |
| 12   | Giuseppe Visenzi | Honda    |           |      |
| 13   | Karel Bojer      | ČZ-OHC   |           |      |
| 14   | Vagn Stevnhoved  | MZ       |           |      |
| 15   | Horst Ebert      | Honda    |           |      |
| 16   | Ginger Molloy    | Bultaco  |           |      |
| 17   | Bruce Beale      | Honda    |           |      |
| Ret  | Heinz Rosner     | MZ       | Ret       |      |
| Ret  | Phil Read        | Honda    | Ret       |      |
| Ret  | Toshio Fujii     | Kawasaki | Ret       |      |